# برناردز (نیوجرسی)
برناردز (به انگلیسی: Bernards Township) شهری در ایالت نیوجرسی کشور ایالات متحده آمریکا است که جمعیت آن در سرشماری سال ۲۰۱۰ میلادی، ۲۶٬۶۵۲ نفر بوده‌است.